# HD 77093
HD 77093，又名BD+40 2138，SAO 61203、HR 3586，是一颗恒星，视星等为6.36，位于銀經182.56，銀緯41.29，其B1900.0坐标为赤經8h 55m 14.1s，赤緯+40° 41.29′ 24″。